# Кастильоне ди Сичилия
Кастильо̀не ди Сичѝлия (на италиански: Castiglione di Sicilia, на сицилиански Castigghiuni, Кастигюни) е малко градче и община в Южна Италия, провинция Катания, автономен регион и остров Сицилия. Разположено е на 621 m надморска височина. Населението на общината е 3366 души (към 2010 г.).
В общинската територия се намира част от вулкана Етна. Главният център на общината се намира в подножието на планината.